# 1955年の宝塚歌劇公演一覧
本項目では、1955年の宝塚歌劇公演一覧（1955ねんのたからづかかげきこうえんいちらん）について示す。

## 一覧
（）内は、作者または演出者名。

### 宝塚公演

#### 月組
- 1月1日 - 1月30日　宝塚大劇場
  - 『雪物語』（藤間万三哉）
  - 『黄色いマフラー』（高木史朗　脚本・演出、井上梅次・堀泰男　演出）

#### 雪組
- 2月2日 - 2月27日　宝塚大劇場
  - 『日本の祭りと民謡』（高木史朗　構成・演出、西崎緑　演出）
  - 『土蜘』（花柳年之輔　演出、長尾和明　脚本）
  - 『フォスター物語』（内海重典）

#### 星組
- 3月2日 - 3月30日　宝塚大劇場
  - 『虞美人』（白井鐵造）

#### 花組
- 4月1日 - 4月29日　宝塚大劇場
  - 『眠れる美女』（内村禄哉）
  - 『春の踊り<レインボウ宝塚>』（白井鐵造）

#### 月組
- 5月1日 - 5月31日　宝塚大劇場
  - 『ピンドラーマ～椰子の国～』（河村篤二・横澤英雄　脚本）
  - 『紅孔雀』（北村寿夫　作・脚本、内海重典　構成・演出）

#### 雪組
- 6月2日 - 6月29日　宝塚大劇場
  - 『ブルーハワイ』（宝塚文芸部　構成、内海重典　演出）
  - 『四つの花物語』（高木史朗）

#### 星組
- 7月1日 - 7月31日　宝塚大劇場
  - 『曽我物語』（平井正一郎　構成・演出）
  - 『ミランの恋人たち』（白井鐵造　構成・演出、長尾和明）

#### 花組
- 8月2日 - 8月30日　宝塚大劇場
  - 『キスメット』（白井鐵造）

#### 月組
- 9月1日 - 9月29日　宝塚大劇場
  - 『美女と野獣』（高崎邦祐）
  - 『虹に歌えば』（内海重典）

#### 雪組
- 10月1日 - 10月30日　宝塚大劇場
  - 『出雲の阿國』（花柳錦之輔　演出、築見房太郎　構成・脚本）
  - 『ボンジュール・パリ』（高木史朗）

#### 星組
- 11月1日 - 11月30日　宝塚大劇場
  - 『マルタ』（白井鐵造　脚本・演出）
  - 『国姓爺合戦』（白井鐵造　構成・演出、井東文　脚本）

#### 花組
- 12月2日 - 12月26日　宝塚大劇場
  - 『巴里のモツアルト』（白井鐵造）
  - 『国姓爺合戦』（白井鐵造　構成・演出、井東文　脚本）

### 東京公演
※東京宝塚劇場再開

#### 星組
- 4月16日 - 5月25日　東京宝塚劇場　
  - 『虞美人』（白井鐵造）

#### 雪組
- 7月28日 - 8月31日　東京宝塚劇場
  - 『ブルーハワイ』（宝塚文芸部　構成、内海重典　演出）
  - 『四つの花物語』（高木史朗）

#### 花組
- 9月28日 - 10月30日　東京宝塚劇場
  - 『みにくい家鴨の子』（高木史朗　脚本・演出）
  - 『キスメット』（白井鐵造）

#### 月組
- 12月3日 - 12月25日　東京宝塚劇場
  - 『ボンジュール・パリ』（高木史朗）
  - 『虹に歌えば』（内海重典）

### 宝塚・東京以外の日本公演

#### 星組
- 1月1日 - 1月10日　福岡・大博劇場
  - 『サッカ・ローラ』（川村篤二　構成、渡辺・高木　構成）
  - 『太刀盗人』（水田茂）
  - 『薔薇の大地』（内海重典）

#### 花組
- 1月15日・16日　大阪・大手前会館
  - 『みにくい家鴨の子』（高木史朗）
  - 『宝塚花のパレード』

- 2月22日　大阪・府立体育館
  - 『宝塚花のパレード』

- 5月7日 - 5月14日　宇治山田、伊勢、津、富山、金沢
  - 『みにくい家鴨の子』（高木史朗）
  - 『三人片輪』（錢谷信昭）
  - 『レインボウ宝塚』（白井鐵造）

- 5月19日 - 6月2日　八代、熊本、水俣、柳川、大分、別府、北九州八幡
  - 『みにくい家鴨の子』（高木史朗）
  - 『三人片輪』（錢谷信昭）
  - 『レインボウ宝塚』（白井鐵造）

#### 宝塚アイスショー
- 7月21日 - 7月25日　大阪・梅田リンク
  - 『白雪姫オン・アイス』

#### 星組
- 9月16日　大阪・府立体育館
  - 『二人袴』（水田茂）
  - 『レビュー・ホテル』
  - 『宝塚花のパレード』

- 9月19日 - 22日　姫路
  - 『二人袴』（水田茂）
  - 『レビュー・ホテル』
  - 『宝塚花のパレード』

- 10月13日　大阪・産経会館
  - 『宝塚パレード』

#### 月組
- 10月14日 - 10月24日　三原、岩国
  - 『レビューホテル』
  - 『武悪』（平井正一郎）
  - 『アンニー・ローリー』（内海重典）

#### 雪組
- 11月12日 - 11月29日　浜松、中津川、名古屋、静岡、三重楠、泊、大垣、富山、金沢
  - 『アルルの女』（内海重典）
  - 『棒しばり』（水田茂）
  - 『日本の祭と民謡』（高木史朗）

#### 宝塚アイスショー
- 11月16日 - 11月20日　大阪・朝日アリーナ
  - 『白雪姫オン・アイス・1955』

- 12月3日　福岡スポーツセンター
  - 『白雪姫オン・アイス』

#### 星組
- 12月14日　尼崎
  - 『宝三番叟』
  - 『棒しばり』（水田茂）
  - 『日本の祭と民謡』（高木史朗）

### 第一回ハワイ公演
- 1955年3月25日に日本を出発、同年4月30日に日本航空機で帰国。

公演日と公演地
- 4月8日 - 4月15日　ホノルルのマッキンレー高校
- 4月22日・23日　ハワイ島のヒロ
- 4月24日・25日　マウイ島

演目
第1部：『四つのファンタジア』（白井鐵造　作・演出）、『紅葉狩』（水田茂　作、錢谷信昭　演出）、『日本絵巻』（白井鐵造　作・演出）
第2部：『日本の祭りと民謡』（高木史朗　作・演出）、『釣女』『奴道成寺』（水田茂　作、錢谷信昭　演出）

参加者
- 団長：梅田健一

選抜生徒：
- 天津乙女
- 美吉佐久子
- 黒木ひかる
- 淡路通子
- 浦島歌女
- 明石照子
- 三鷹恵子
- 緑八千代
- 雅章子
- 大倉玉子

- 上月左知子
- 尾上さくら
- 城一世
- 龍城のぼる
- 南郷比加利
- 小園千春
- 若水久美子
- 長谷川季子
- 白雪式部
- 春風すみれ

（生徒20名）